# Hungarológia
Hungarológia (magyarságtudomány): a magyar kultúra kutatásával, közvetítésével foglalkozó tudomány. Összefogja a különböző tudományágak (nyelv, irodalom, képzőművészet, zene, néprajz stb.) magyarsággal, Magyarországgal foglalkozó területeit.
A hungarológia kifejezés írásban először 1922-ben jelent meg az Ungarische Jahrbücher című folyóiratban, és Gragger Róbert nevéhez fűződik. Ő az 'Ungarologie' német kifejezést használta.
Nem tévesztendő össze a hungarikummal, amely a jellegzetes magyar termékek, eljárások, stb. gyűjtőneve. Viszont a hungarológiát tekinthetjük hungarikumnak.

## Magyarságtudományi kiadványok az interneten
- Hungarian Studies
- Hungarológiai Értesítő
- Lymbus
- Ungarische Jahrbücher
- Hungarian Studies Review
- Hungarológia
- Hungarológiai Közlemények
- Ungarn-Jahrbuch
- Hungarológiai kongresszusok kiadványai
- Hungarologische Beiträge
- Berliner Beiträge zur Hungarologie
- Spectrum Hungarologicum

## Külső hivatkozások
- Balassi Bálint Intézet
- Nemzetközi Magyarságtudományi Társaság
- Nyelv, nemzet, identitás : A VI. Nemzetközi Hungarológiai Kongresszus (Debrecen, 2006. augusztus 22-26.) nyelvészeti előadásai
- Hatalom és kultúra Az V. Nemzetközi Hungarológiai Kongresszus (Jyväskylä, 2001. augusztus 6-10.) előadásai